# Solitaire du Figaro 2022
Navigation
2021 2023
La Solitaire du Figaro 2022 est la 53e édition de la Solitaire du Figaro, une course à la voile monotype en solitaire. Elle comporte 3 étapes contrairement aux précédentes éditions qui avaient 4 étapes. Elle se déroule du 21 août au 8 septembre 2022 sur une distance théorique totale de 1 979 milles, réduite en cours d'épreuve de 85 miles. La course compte pour le Championnat de France de course au large en solitaire avec un coefficient de 5. Tous les participants concourent sur le même modèle de bateau, un Figaro Bénéteau 3. Cette édition a été remportée le 7 septembre 2022 à 18h54 par Tom Laperche sur Région Bretagne-CMB Performance qui remporte également la 3ème étape en franchissant la ligne d'arrivée devant Saint-Nazaire.

## Faits marquants
Avant le départ
34 skippers de 8 nationalités sont inscrits, dont 5 femmes et 9 bizuths. Le skipper le plus jeune est le français Basile Bourgnon âgé de 20 ans, et le plus ancien (et bizuth) est le britannique Piers Copham âgé de 60 ans.
Le plus titré des concurrents est Frédéric Duthil, (48 ans) qui participe pour la 13e fois à l'épreuve ; entre 2007 et 2020 il est monté 4 fois sur le podium avec 2 places de second et 2 places de troisième.
Les bateaux arrivent à Nantes le lundi 15 août pour s'amarrer au ponton Belem. Un village est ouvert au public sur l'île de Nantes, du mardi 16 au samedi 20 août.
La Solitaire du Figaro 2022 est parrainée par Damien Seguin.
Des sprints intermédiaires marquent la grande nouveauté de cette édition. Les premiers concurrents à franchir une marque de parcours recevront une bonification en temps qui comptera pour le classement général : 5 minutes pour le premier, 3 minutes pour le second et 1 minute pour le troisième.
Course
Le départ officiel de la 1re étape est donné le dimanche 21 août 2022 à 15h40 (UTC+2) au large de Saint-Michel-Chef-Chef. L’arrivée de la troisième et dernière étape se fait à Saint-Nazaire le mercredi 7 septembre 2022 à 18h54. Les 1834 milles de course ont donc été bouclés en un peu moins de 11 jours.

## Inscrits
| Navigateur navigatrice | Bateau                                        | Age | Participation | Meilleur position |
| ---------------------- | --------------------------------------------- | --- | ------------- | ----------------- |
| Davy Beaudart          | Nauty’mor                                     | 37  | 1re           |                   |
| Loïs Berrehar          | Skipper Macif 2022                            | 28  | 4e            | 15e (2018)        |
| Susann Beucke          | This race is female                           | 31  | 1re           |                   |
| Élodie Bonafous        | Queguiner La Vie en Rose                      | 26  | 3e            | 12e (2021)        |
| Basile Bourgnon        | Edenred                                       | 20  | 1re           |                   |
| Laurent Bourgues       | Unis pour l’Ukraine 56 - Devenez Partenaire   | 41  | 1re           |                   |
| Piers Copham           | Voile des Anges                               | 60  | 1re           |                   |
| Pep Costa              | Team Play to B - Terravia                     | 23  | 2e            | 21e (2021)        |
| Jules Delpech          | Orcom                                         | 33  | 2e            | 19e (2021)        |
| Tom Dolan              | Smurfit Kappa - Kingspan                      | 35  | 5e            | 5e (2020)         |
| Violette Dorange       | Devenir                                       | 21  | 3e            | 19e (2021)        |
| Frédéric Duthil        | Le Journal des Entreprises                    | 48  | 13e           | 2e (2007 et 2020) |
| Conor Fogerty          | immunex365.co.uk                              | 51  | 1re           |                   |
| Robin Follin           | Golfe de Saint-Tropez, territoire d’exception | 27  | 2e            | 31e (2020)        |
| Maël Garnier           | Ageas - Team Baie de Saint-Brieuc             | 21  | 2e            | 26e (2021)        |
| Philippe Hartz         | Marine nationale - fondation de la mer        | 40  | 2e            | 30e (2021)        |
| Corentin Horeau        | Mutuelle Bleue                                | 33  | 6e            | 2e (2014)         |
| Arthur Hubert          | MonAtoutEnergie.fr                            | 32  | 2e            | 22e (2021)        |
| Tom Laperche           | Région Bretagne - CMB Performance             | 25  | 4e            | 3e (2020 et 2021) |
| Chloé Le Bars          | Région Bretagne - CMB Océane                  | 24  | 1re           |                   |
| Erwan Le Draoulec      | Skipper Macif 2020                            | 25  | 3e            | 10e (2021)        |
| Robin Marais           | Ma Chance Moi Aussi                           | 35  | 4e            | 28e (2021)        |
| Benoît Mariette        | Génération Senioriales                        | 38  | 5e            | 21e (2015)        |
| Gaston Morvan          | Région Bretagne - CMB Espoir                  | 25  | 2e            | 7e (2021)         |
| Achille Nebout         | Amarris - Primeo Energie                      | 32  | 4e            | 17e (2021)        |
| Nils Palmieri          | TeamWork                                      | 35  | 3e            | 18e (2020)        |
| David Paul             | Just a drop                                   | 27  | 2e            | 33e (2021)        |
| Guillaume Pirouelle    | Région Normandie                              | 28  | 1re           |                   |
| Romen Richard          | Région Normandie                              | 24  | 1re           |                   |
| Jörg Riechers          | Alva Yachts                                   | 53  | 2e            | 29e (2005)        |
| Alan Roberts           | Seacat Services                               | 32  | 9e            | 9e (2015)         |
| Kenneth Rumball        | Offshore Racing Academy                       | 35  | 2e            | 35e (2020)        |
| Alexis Thomas          | La Charente Maritime                          | 26  | 2e            | 18e (2021)        |
| Charlotte Yven         | Team Vendée Formation - Botte Fondations      | 25  | 2e            | 32e (2021)        |

## Étapes
Les distances sont exprimées en milles nautiques (nm), soit 1 nm = 1,852 km.
| Position | Départ        | Arrivée       | Distance théorique | Vainqueur           | Durée de course           | Vitesse théorique |
| -------- | ------------- | ------------- | ------------------ | ------------------- | ------------------------- | ----------------- |
| 1        | Nantes        | Port-la-Forêt | 644                | Davy Beaudart       | 3 j, 18 h, 26 min et 00 s | 6,18              |
| 2        | Port-la-Forêt | Royan         | 635                | Guillaume Pirouelle | 3 j, 17 h, 28 min et 26 s | 7,04              |
| 3        | Royan         | Saint-Nazaire | 640                | Tom Laperche        | 3 j, 06 h, 54 min et 48 s | 8,11              |

### Classement général
La remise des prix du classement général de la 53è édition de La Solitaire du Figaro a eu lieu le 10 septembre 2022 à Saint-Nazaire. Tom Laperche, sur Région Bretagne - CMB Performance est sacré vainqueur bouclant les 1834 milles de course en 10 jours 20 heures 20 minutes 22 secondes. Deuxième au général, Guillaume Pirouelle, sur Région Normandie, remporte également le Classement Bénéteau des bizuths devant Basile Bourgnon , sur Edenred, (14ème) et Davy Beaudart, sur Nauty’Mor (22ème). Achile Nebout, sur Amarris Primeo Energie complète le podium.
Le Vivi Trophy (meilleurs étrangers) revient au Suisse Nils Palmieri, sur Team Work (6ème au général), qui devance l’irlandais Tom Dolan, sur Smurfit Kappa - Kingspan (7ème au général).
Deux femmes figurent dans le TOP 10 de l'édition 2022 : Élodie Bonafous, sur Queguiner La vie en rose, (8ème au général). et Violette Dorange, sur Devenir, (10ème).
| Rang | Skipper / Bateau                               | Temps cumulé          | Temps étape 1        | Temps étape 2        | Temps étape 3       | Bonifications Sprints Intermédiaires |
| ---- | ---------------------------------------------- | --------------------- | -------------------- | -------------------- | ------------------- | ------------------------------------ |
| 1    | Tom Laperche Region Bretagne - CMB Performance | 10 j 20 h 20 min 22 s | 3 j 20 h 14 min 20 s | 3 j 17 h 22 min 14 s | 3 j 6 h 54 min 48 s | 0 j 0 h -11 min 0 s                  |
| 2    | Guillaume Pirouelle Région Normandie           | 10 j 21 h 26 min 16 s | 3 j 20 h 7 min 22 s  | 3 j 17 h 6 min 26 s  | 3 j 8 h 17 min 28 s | 0 j 0 h -5 min 0 s                   |
| 3    | Achille Nebout Amarris - Primeo Energie        | 10 j 22 h 0 min 19 s  | 3 j 20 h 29 min 2 s  | 3 j 17 h 9 min 45 s  | 3 j 8 h 26 min 32 s | 0 j 0 h -5 min 0 s                   |
| 4    | Erwan Le Draoulec Skipper Macif 2020           |                       |                      |                      |                     |                                      |

### Première étape
La première étape s'est déroulée du dimanche 21 au jeudi 25 août, entre Nantes et Port-la-Forêt via les Îles Scilly et l’île de Skokholm (Pays de Galles), sur une distance théorique de 644 milles : La Bouée cardinale Ouest “Chaussée de Sein”, donne la ligne du premier sprint intermédiaire, remporté dans l'ordre par Tom Laperche, Tom Dolan et Alan Roberts. Le manque de vent oblige les organisateurs à raccourcir la première étape de 85 milles afin de permettre un repos correct des navigateurs pour la seconde étape. Frédéric Duthil passe premier la ligne d'arrivée sur Le Journal des Entreprises mais à la suite d'une rupture de plomb de l'arbre d'hélice de son bateau, il est pénalisé de 30 minutes, et rétrogradé à la troisième place de l'étape. Davy Beaudart sur Nauty'Mor remporte donc l'étape en 3 jours, 18 heures, 26 minutes et 00 seconde, suivi par Philippe Hartz en 3 jours 18 heures 29 minutes et 5 secondes et Fred Duthil en 3 jours 18 heures, 54 minutes et 59 secondes.

#### Classement
Les données suivantes viennent en partie du site officiel de la course,.
| Position | Navigateur navigatrice | Bateau                                 | Durée de course                        | Écart 1er       | Écart précédent | Vitesse théorique | Distance parcourue | Vitesse |
| -------- | ---------------------- | -------------------------------------- | -------------------------------------- | --------------- | --------------- | ----------------- | ------------------ | ------- |
| 1er      | Davy Beaudart          | Nauty’mor                              | 3 j 18 h 26 min 00 s                   |                 |                 | 6,18              | 654,35             | 7,24    |
| 2e       | Philippe Hartz         | Marine Nationale - Fondation de la mer | 3 j 18 h 29 min 05 s                   | 03 min 05 s     | 03 min 05 s     | 6,18              | 646,75             | 7,15    |
| 3e       | Fred Duthil            | Journal des entreprises                | 3 j 18 h 24 min 59 s + 30 min pénalité | 28 min 59 s     | 25 min 54 s     | 6,18 (6,15)       | 653,21 (654,31)    | 7,20    |
| 4e       | Jörg Riechers          | Alva Yachts                            | 3 j 19 h 30 min 36 s                   | 1 h 04 min 36 s | 45 min 37 s     | 6,11              | 667,02             | 7,29    |
| 5e       | Maël Garnier           | AGEAS - Team Baie de Saint-Brieuc      | 3 j 19 h 56 min 21 s                   | 1 h 30 min 21 s | 25 min 45 s     | 6,08              | 646,12             | 7,03    |
| 6e       | Guillaume Pirouelle    | Région Normandie                       | 3 j 20 h 07 min 22 s                   | 1 h 41 min 22 s | 11 min 01 s     | 6,07              | 631,46             | 6,85    |
| 7e       | Violette Dorange       | Devenir                                | 3 j 20 h 10 min 33 s                   | 1 h 44 min 33 s | 3 min 11 s      | 6,06              | 635,94             | 6,90    |
| 8e       | Basille Bourgnon       | Edenred                                | 3 j 20 h 13 min 24 s                   | 1 h 47 min 24 s | 2 min 51 s      | 6,06              | 636,33             | 6,90    |
| 9e       | Tom Laperche           | Région Bretagne - CMB Performance      | 3 j 20 h 14 min 20 s                   | 1 h 48 min 20 s | 56 s            | 6,06              | 638,81             | 6,93    |
| 10e      | Jules Delpech          | Orcom                                  | 3 j 20 h 14 min 21 s                   | 1 h 48 min 21 s | 1 s             | 6,06              | 637,82             | 6,91    |

### Deuxième étape
La deuxième étape s'est déroulée du dimanche 28 août au jeudi 1er septembre, entre Port-la-Forêt et Royan  par le phare d'Eddystone et les Îles Anglo-Normandes, sur une distance théorique de 635 milles : Le sprint intermédiaire récompense Achille Nebout de 5 minutes de bonification (1er), Tom Laperche de 3 minutes (2ème) et Maelle Garnier d'une minute (3ème). Guillaume Pirouelle sur Région Normandie remporte l'étape en 3 jours, 17 heures, 28 minutes et 26 secondes, suivi par Achille Nebout, sur Amarris Primeo Energie, en 3 jours 17 heures 9 minutes et 45 secondes et par Tom Laperche sur Bretagne CMP Performance, en 3 jours, 17 heures, 22 minutes et 14 secondes.

#### Classement
Les données suivantes viennent en partie du site officiel de la course,.
| Position | Navigateur navigatrice | Bateau                            | Durée de course      | Écart 1er       | Écart précédent | Vitesse théorique | Distance parcourue | Vitesse |
| -------- | ---------------------- | --------------------------------- | -------------------- | --------------- | --------------- | ----------------- | ------------------ | ------- |
| 1er      | Guillaume Pirouelle    | Région Normandie                  | 3 j 17 h 06 min 26 s |                 |                 | 7,04              |                    |         |
| 2e       | Achille Nebout         | Amarris Primeo Énergie            | 3 j 17 h 09 min 45 s | 03 min 19 s     | 03 min 19 s     | 7,04              |                    |         |
| 3e       | Tom Laperche           | Région Bretagne - CMB Performance | 3 j 17 h 22 min 14 s | 15 min 48 s     | 12 min 29 s     | 7,02              |                    |         |
| 4e       | Benoît Mariette        | Génération Senioriales            | 3 j 17 h 30 min 10 s | 23 min 44 s     | 7 min 56 s      |                   |                    |         |
| 5e       | Tom Dolan              | Smurfit Kappa - Kingspan          | 3 j 17 h 57 min 33 s | 51 min 07 s     | 27 min 23 s     |                   |                    |         |
| 6e       | Erwan Le Draoulec      | Skipper Macif 2020                | 3 j 17 h 58 min 10 s | 51 min 44 s     | 37 s            |                   |                    |         |
| 7e       | Basille Bourgnon       | Edenred                           | 3 j 18 h 23 min 44 s | 1 h 17 min 18 s | 25 min 34 s     |                   |                    |         |
| 8e       | Arthur Hubert          | MonAtoutEnergie.fr                | 3 j 18 h 42 min 58 s | 1 h 17 min 18 s | 25 min 34 s     |                   |                    |         |
| 9e       | Loïs Berrehar          | Skipper Macif 2022                | 3 j 19 h 18 min 14 s | 2 h 11 min 48 s | 35 min 16 s     |                   |                    |         |
| 10e      | Nils Palmieri          | TeamWork                          | 3 j 19 h 20 min 27 s | 2 h 14 min 01 s | 2 min 13 s      |                   |                    |         |

### Troisième étape
La troisième étape s'est déroulée du dimanche 4 au mercredi 7 septembre, entre Royan et Saint-Nazaire par les îles Los Farallones, sur une distance théorique de 640 milles. Au sprint intermédiaire, devant le Bassin d'Arcachon, Guillaume Pirouelle passe en tête, suivi de Tom Laperche et de Corentin Horeau. La première arrivée se fait finalement plus tôt que prévu, le mercredi 7 septembre à 18h54 par Tom Laperche sur Bretagne CMB Performance, en 3 jours, 6 heures, 54 minutes et 48 secondes. Il est suivi par Gaston Morvan sur Région Bretagne CMB Espoir à 19h23, avec un temps de course de 3 jours, 7 heures 23, minutes et 3 secondes et Élodie Bonafous, sur Queguiner La vie en rose, en 3 jours, 7 heures 42 minutes et 11 secondes.

#### Classement
Les données suivantes viennent en partie du site officiel de la course,.
| Position | Navigateur navigatrice | Bateau                                        | Durée de course      | Écart 1er       | Écart précédent | Vitesse théorique | Distance parcourue | Vitesse |
| -------- | ---------------------- | --------------------------------------------- | -------------------- | --------------- | --------------- | ----------------- | ------------------ | ------- |
| 1er      | Tom Laperche           | Région Bretagne - CMB Performance             | 3 j 06 h 54 min 48 s |                 |                 | 8,11              |                    |         |
| 2e       | Gaston Morvan          | Région Bretagne - CMB Espoir                  | 3 j 07 h 23 min 03 s | 28 min 15 s     | 28 min 15 s     | 8,06              |                    |         |
| 3e       | Élodie Bonafous        | Queguiner La Vie en Rose                      | 3 j 07 h 42 min 11 s | 47 min 23 s     | 19 min 08 s     | 8,03              |                    |         |
| 4e       | Nils Palmieri          | TeamWork                                      | 3 j 07 h 47 min 47 s | 52 min 59 s     | 5 min 36 s      | 8,02              |                    |         |
| 5e       | Guillaume Pirouelle    | Région Normandie                              | 3 j 08 h 17 min 28 s | 1 h 22 min 40 s | 29 min 41 s     | 7,97              |                    |         |
| 6e       | Robin Follin           | Golfe de Saint-Tropez, territoire d’exception | 3 j 08 h 19 min 07 s | 1 h 24 min 19 s | 1 min 31 s      | 7,97              |                    |         |
| 7e       | Achille Nebout         | Amarris Primeo Énergie                        | 3 j 08 h 26 min 32 s | 1 h 31 min 44 s | 7 min 25 s      | 7,96              |                    |         |
| 8e       | Erwan Le Draoulec      | Skipper Macif 2020                            | 3 j 08 h 51 min 05 s | 1 h 56 min 17 s | 24 min 33 s     | 7,92              |                    |         |
| 9e       | Arthur Hubert          | MonAtoutEnergie.fr                            | 3 j 09 h 10 min 44 s | 2 h 15 min 56 s | 19 min 39 s     | 7,88              |                    |         |
| 10e      | Violette Dorange       | Devenir                                       | 3 j 09 h 15 min 31 s | 2 h 20 min 43 s | 4 min 47 s      | 7,88              |                    |         |

## Abandons
- Kenneth Rumball (Offshore Racing Academy), le 5 septembre 2022 à 19h52 (3ème étape) pour problèmes électroniques à bord[14]
- Fred Duthil (Le Journal des Entreprises), le 5 septembre 2022 à 2h57 (3ème étape), pour problèmes de santé[15]
- David Paul (Just a Drop), le 30 aout (2ème étape), pour problème technique après talonnage[16]
- Conor Fogerty (Imunnex365.co.uk), le 27 aout à l'issue de la 1ere étape, pour problèmes de santé[17]